# Wojewódzki Sztab Wojskowy w Krakowie
Wojewódzki Sztab Wojskowy w Krakowie – terenowy organ Ministra Obrony Narodowej w sprawach operacyjno-obronnych i administracji wojskowej, z siedzibą przy ul. Rydla 19 w Krakowie.

## Podległość
Szef WSzW w Krakowie podlegał Dowódcy Śląskiego Okręgu Wojskowego we Wrocławiu.
W 2011 roku Terenowe Organa Administracji Wojskowej przeszły kolejną reorganizację. Zlikwidowane zostały Okręgi Wojskowe, w związku z czym od dnia 1 stycznia 2012 roku, WSzW znajdują się w bezpośrednim podporządkowaniu Szefa Inspektoratu Wsparcia Sił Zbrojnych.

## Podległe WKU
- WKU w Krakowie
- WKU w Nowym Sączu
- WKU w Nowym Targu
- WKU w Oświęcimiu
- WKU w Tarnowie

## Szefowie WSzW
- płk Kazimierz Błyszczuk - cz.p.o. (1962-1963)
- płk dypl. Marian Berling - (1963-1968)
- płk dypl. Jan Maroszyński - cz.p.o. (1968-1969)
- płk dypl. Wacław Mrugalski - (1969-1973)
- gen. bryg. Zdzisław Kwiatkowski - (1973-1981)
- gen. bryg. pil. dr Julian Paździor - (1981-1982)
- płk Ryszard Dmochowski - (1982-1986)
- płk mgr inż. Józef Korecki - (1986-1988)
- gen. bryg. Marian Zdrzałka - (1988)
- płk mgr Józef Gąstoł - cz.p.o. (1988-1989)
- płk dypl. mgr Bronisław Koczur - (1989-1993)
- płk dypl. mgr inż. Henryk Fita - p.o. (1993-1995)
- płk dypl. inż. Stanisław Zawadzki - p.o. (1995)
- płk dypl. Bogdan Sędziak - (1995-1997)
- płk dypl. Andrzej Marciniak - (1997-2002)
- płk dypl. Bolesław Wiss - (2002-2007)
- płk dypl. Krzysztof Kondrat - (2007-2012)
- płk mgr Janusz Kurzyna - (2012-2016)
- cz.p.o. ppłk dypl. Stanisław Kapliński - (2016)
- płk mgr inż. Marcin Żal - (od 2016)